# شاپرک سیب رنگین
شاپرک سیب رنگین (نام علمی: Orgyia anartoides) نام یک گونه از راسته پروانه‌سانان است.

## نگارخانه

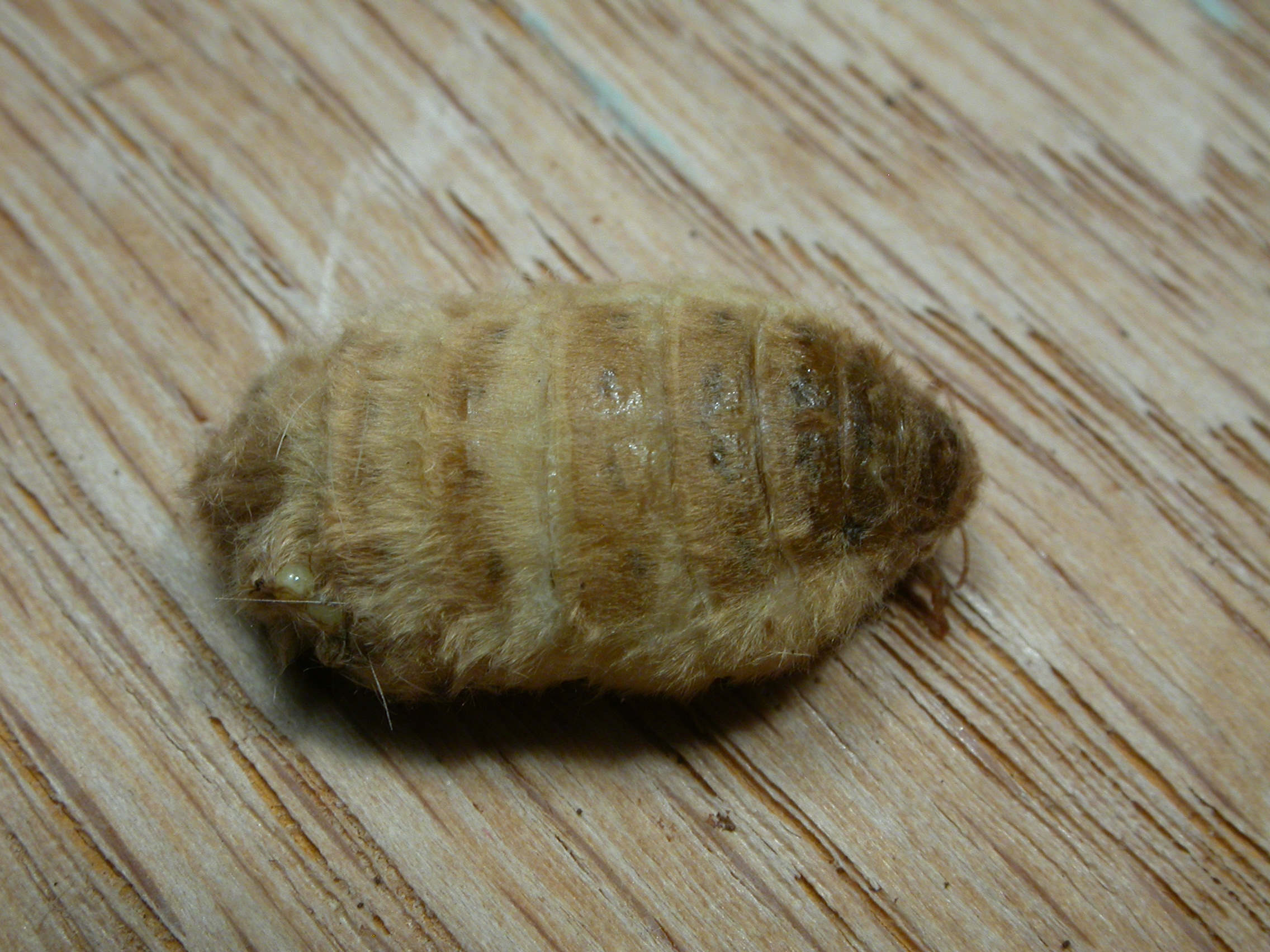
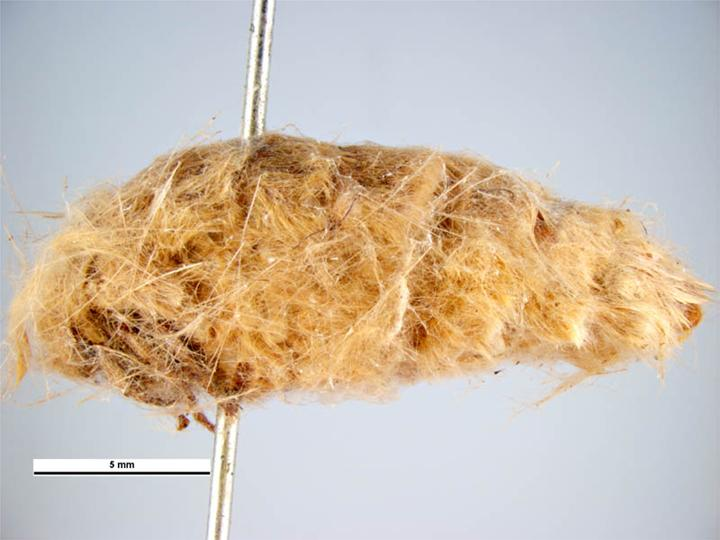
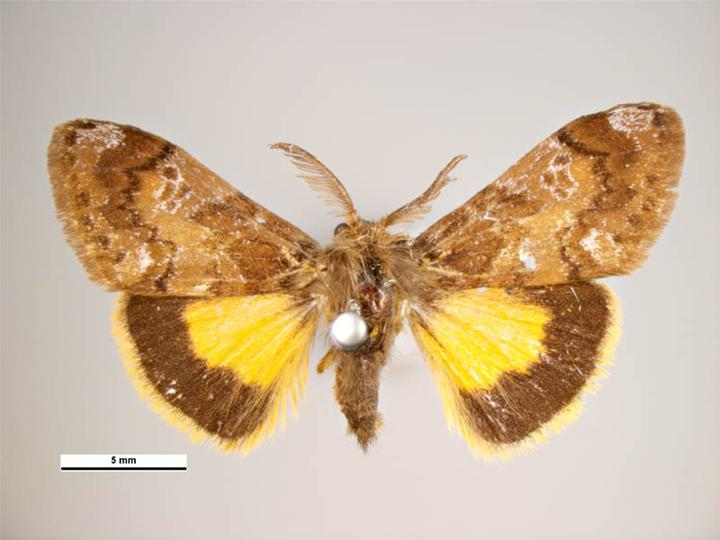
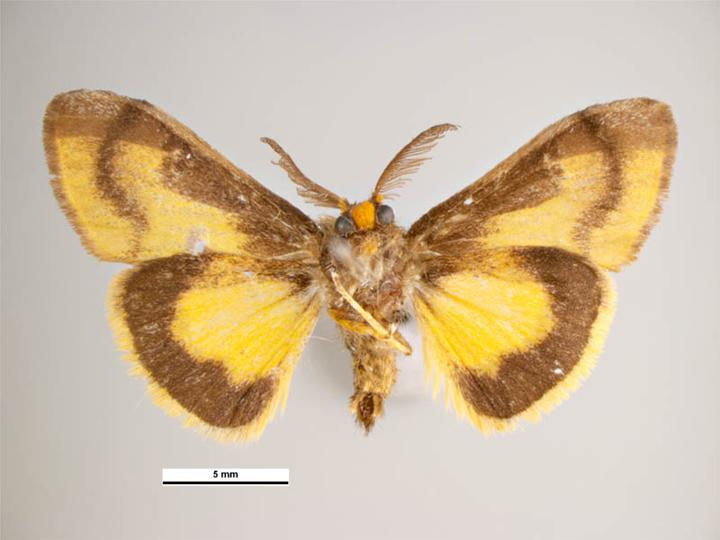
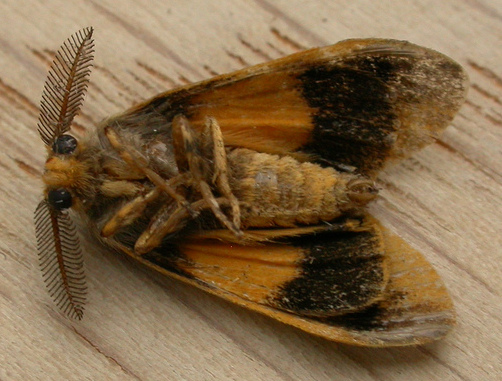
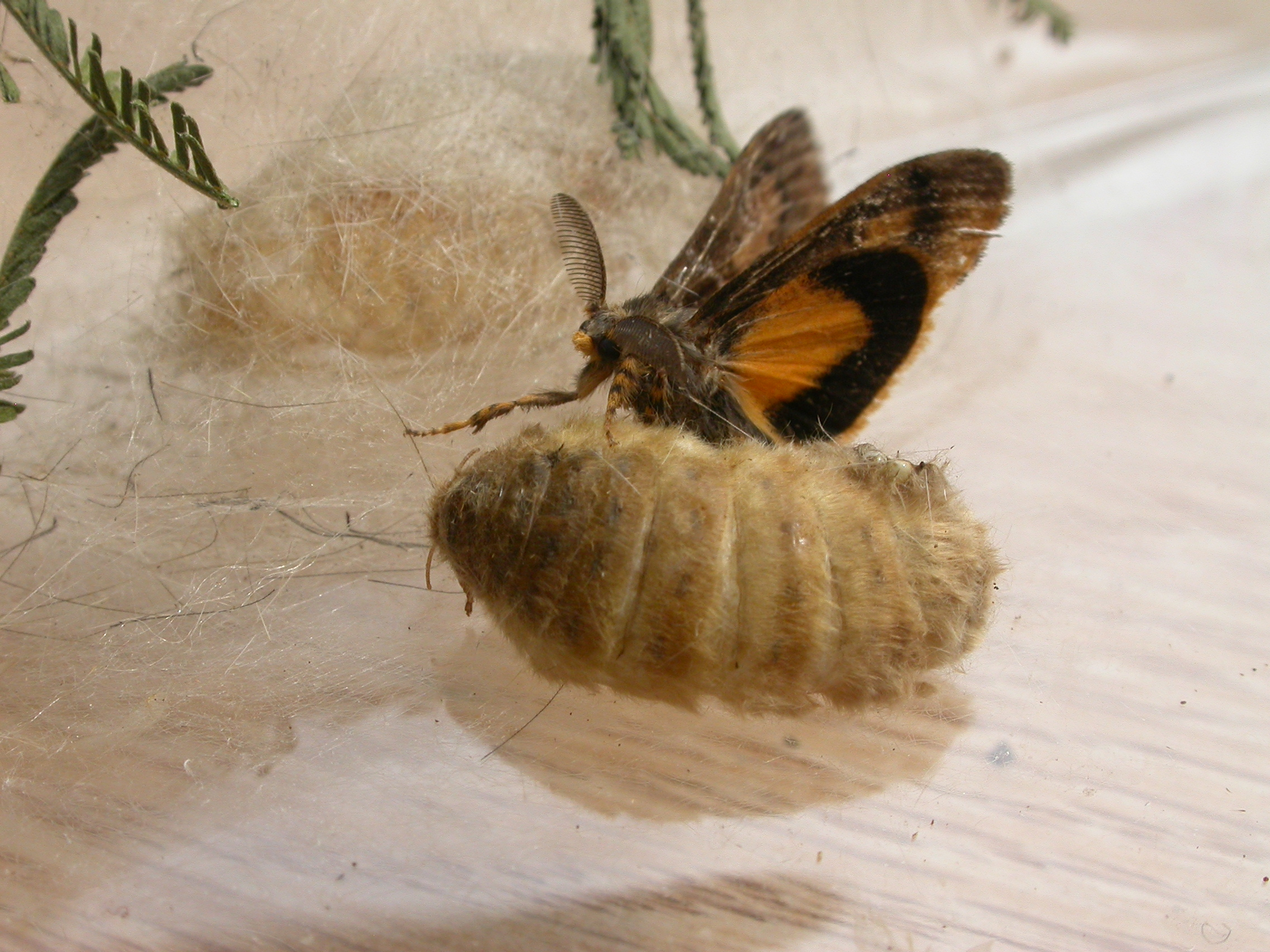
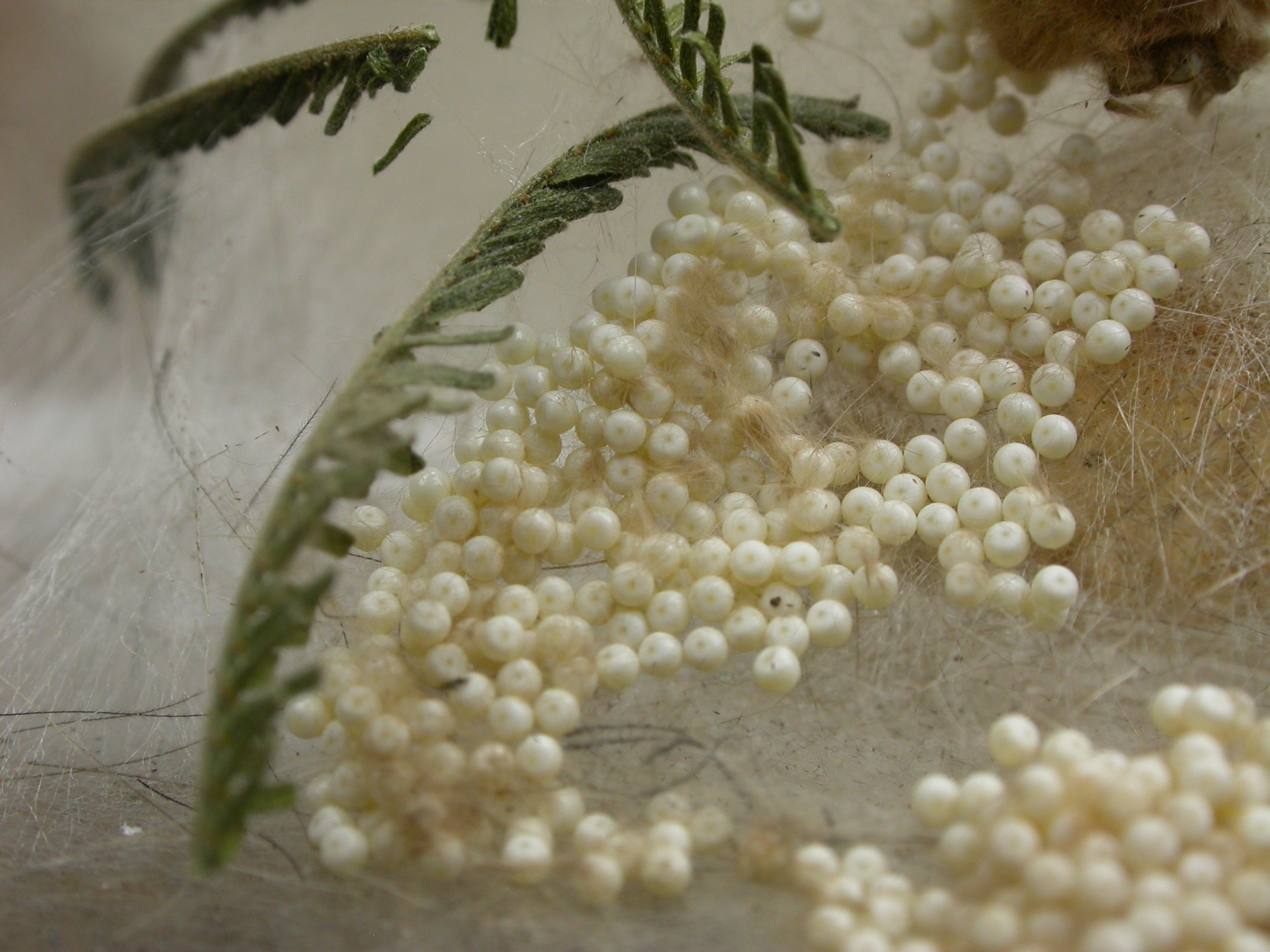
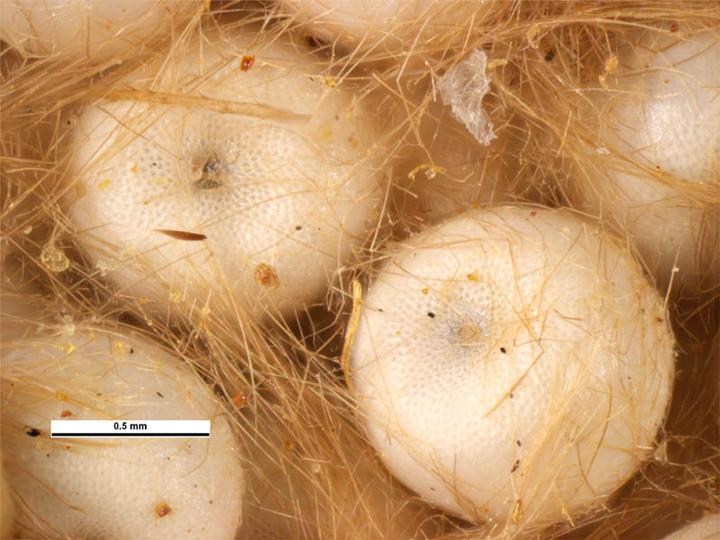
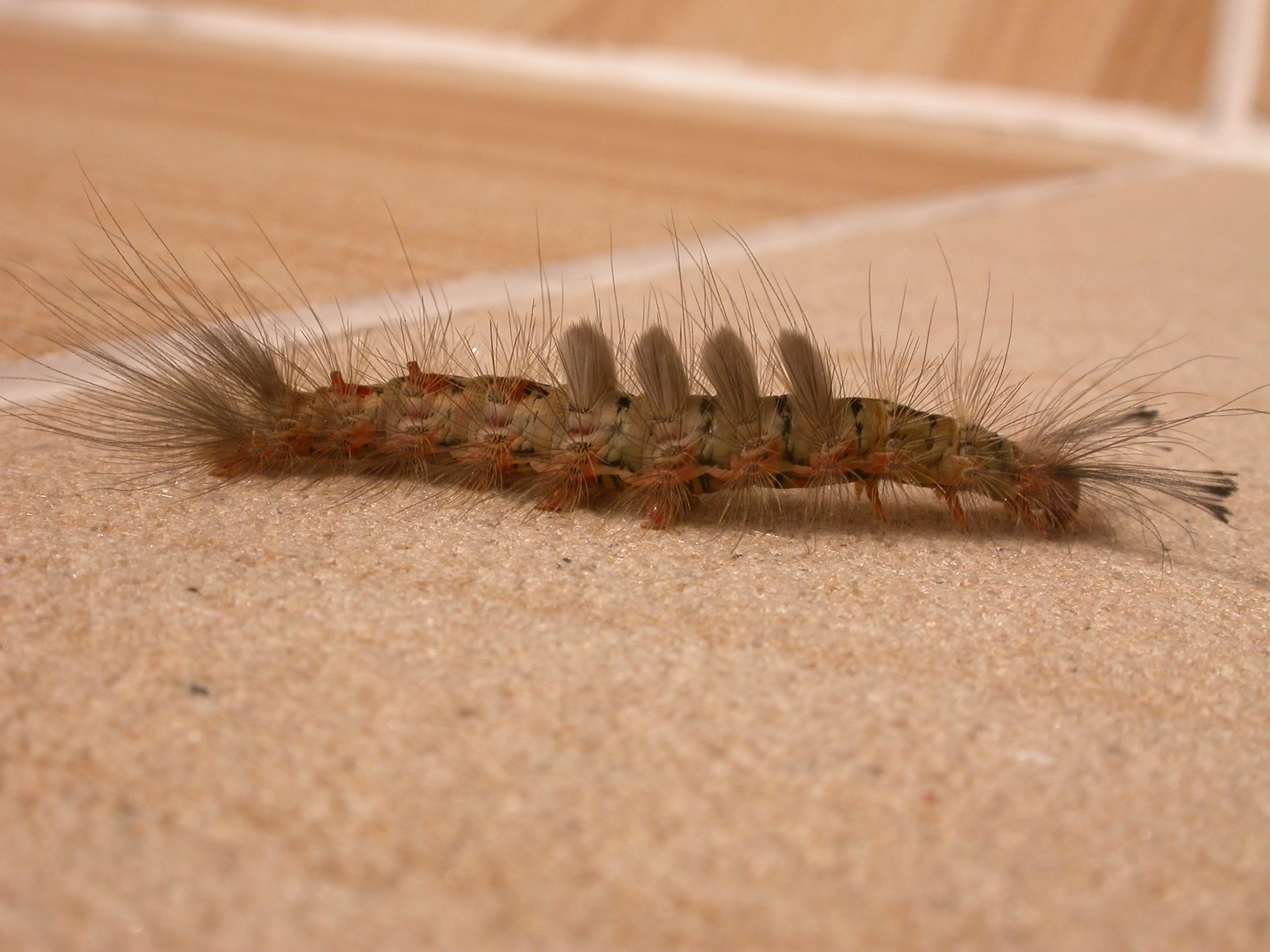
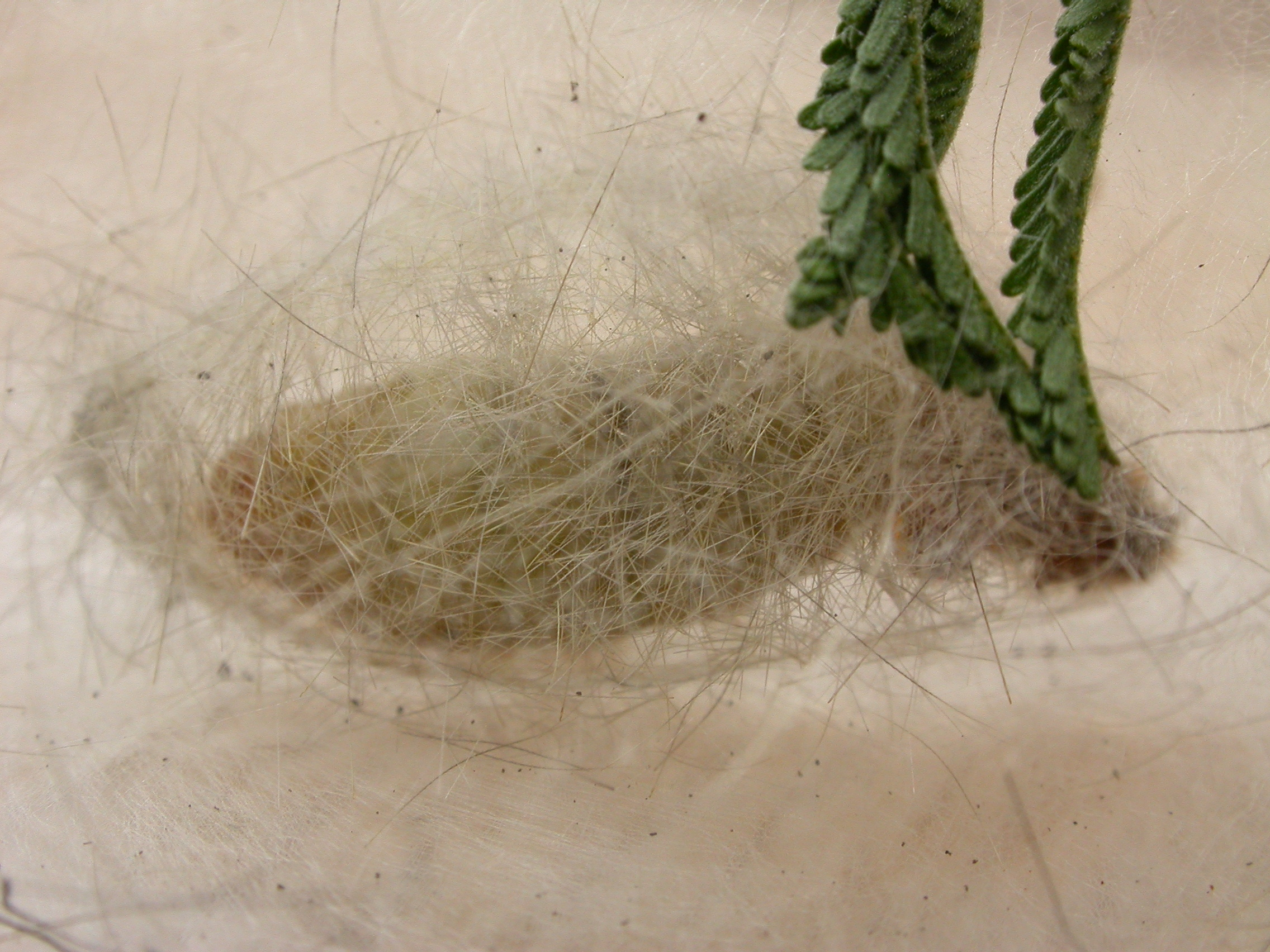